# Dunn Loring
Dunn Loring és una concentració de població designada pel cens dels Estats Units a l'estat de Virgínia. Segons el cens del 2000 tenia 7.861 habitants.

## Demografia
Segons el cens del 2000, Dunn Loring tenia 7.861 habitants, 2.668 habitatges, i 2.038 famílies. La densitat de població era de 1.487,8 habitants per km².
Dels 2.668 habitatges en un 35,6% hi vivien nens de menys de 18 anys, en un 66,8% hi vivien parelles casades, en un 6% dones solteres, i en un 23,6% no eren unitats familiars. En el 14,9% dels habitatges hi vivien persones soles el 4% de les quals corresponia a persones de 65 anys o més que vivien soles. El nombre mitjà de persones vivint en cada habitatge era de 2,9 i el nombre mitjà de persones que vivien en cada família era de 3,18.
Per edats la població es repartia de la següent manera: un 24% tenia menys de 18 anys, un 6,2% entre 18 i 24, un 34,1% entre 25 i 44, un 24,8% de 45 a 60 i un 10,8% 65 anys o més.
L'edat mediana era de 37 anys. Per cada 100 dones de 18 o més anys hi havia 102 homes.
La renda mediana per habitatge era de 93.896 $ i la renda mediana per família de 96.464 $. Els homes tenien una renda mediana de 67.019 $ mentre que les dones 45.341 $. La renda per capita de la població era de 37.018 $. Entorn del 0,4% de les famílies i el 3,1% de la població estaven per davall del llindar de pobresa.

## Poblacions més properes
El següent diagrama mostra les poblacions més properes.